# 183114 Vicques
183114 Vicques è un asteroide della fascia principale. Scoperto nel 2002, presenta un'orbita caratterizzata da un semiasse maggiore pari a 2,3718741 UA e da un'eccentricità di 0,1490424, inclinata di 5,73144° rispetto all'eclittica.